# Bărbătești (Vâlcea)
Pour les articles homonymes, voir Bărbătești.
Bărbătești est une commune du județ de Vâlcea en Roumanie.